# Старый Быков
Ста́рый Бы́ков (укр. Старий Биків) – село, расположенное на территории Бобровицкого района Черниговской области (Украина) на правом берегу реки Супой.
Население составляет 619 жителей (2006 год). Плотность населения — 204,9 чел/кв.км.
Впервые упоминается в 1564 году.
Село Старый Быков находится примерно в 25 км к юго-востоку от центра города Бобровица. Средняя высота населённого пункта — 127 м над уровнем моря. Село находится в зоне умеренного умеренно континентального климата.
Национальный состав представлен преимущественно украинцами, конфессиональный состав — христианами.